# Okos város

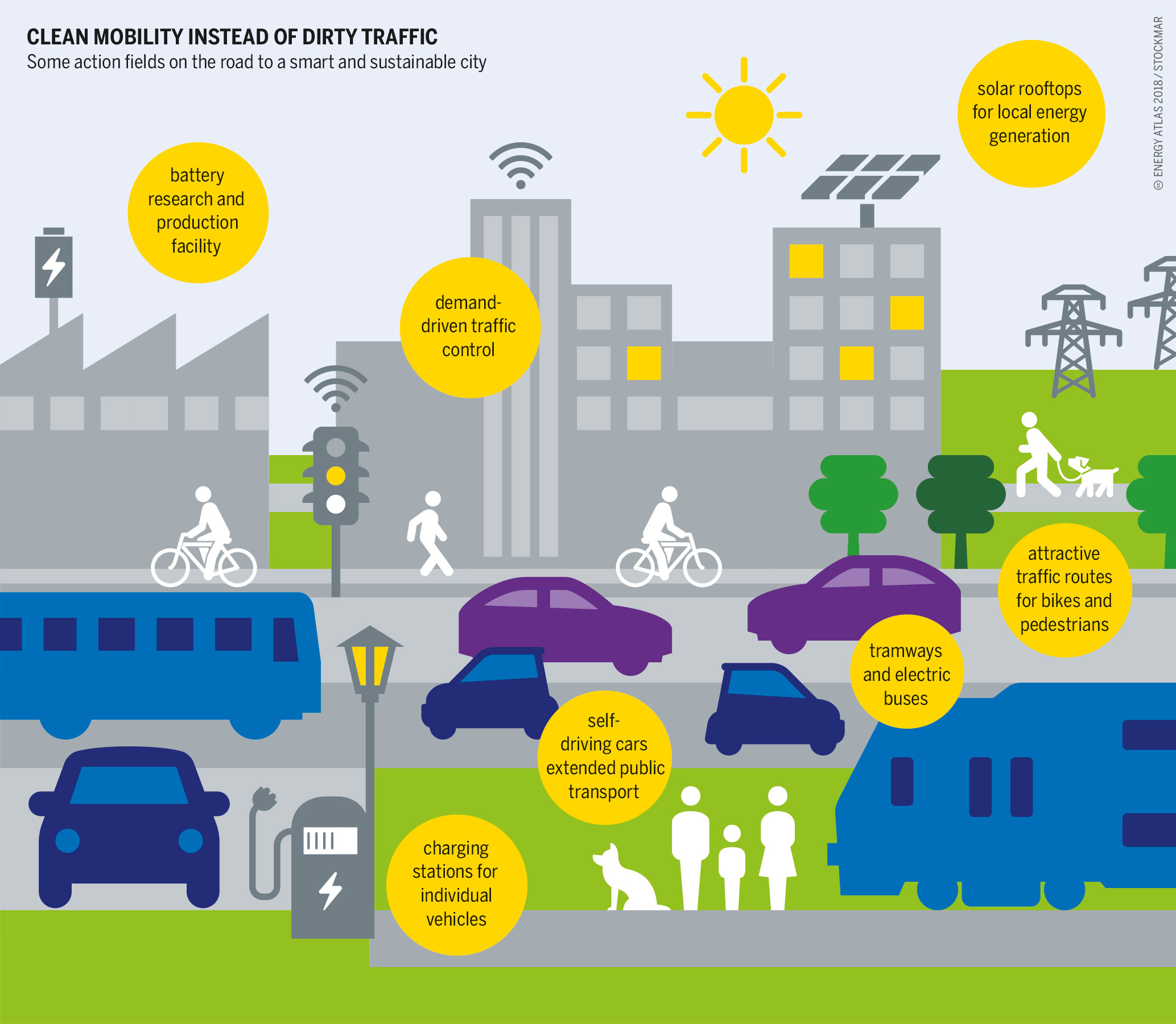

Az okos város vagy smart city fogalmára nincs általánosan elfogadott meghatározás. Ezt pedig a kifejezés magyar fordítása is tükrözi. Ehhez a témakörhöz kapcsolható legelterjedtebb három fogalom a digitális város (digital city), az intelligens város (intelligent city) és az okos város (smart city). Ezek mindegyike döntően a fenntartható városfejlesztéshez, illetve az IKT iparágak által kínált döntéstámogató szolgáltatásokhoz köthető. Ezek elsősorban a digitális technológiai megoldások széles körű – különböző ágazatokat integráló – alkalmazását nevezik így a városok fejlesztésében és a városi rendszerek (közművek, közlekedés, szolgáltatások, döntéshozatal, szabályozás stb.) működtetésében. A smart city kezdeményezések lényegi eleme a Public-Private-People Partnership (PPPP) azaz, hogy az állam, a magántőke és a civilek közös munkájaként valósuljanak meg a fejlesztések, ezzel biztosítva a transzparenciát és azt, hogy minden érdekcsoport érdeke szem előtt legyen tartva. A jövő városai valószínűleg kinézetre nem fognak jelentősen eltérni a ma ismert megjelenési formáiktól. Ami viszont jelentősen eltér majd, az a bennük működő rendszerek és szolgáltatások működése, és ezeken keresztül a városokat használók kapcsolata a településeikhez. A világ városai jelenleg ennek a folyamatnak az elején vannak, a fejlett és a fejlődő országokban egyaránt.

## Definíciós problémák
A smart city (magyarul: okos város) a British Standards Institution definíciója szerint a fizikai, digitális és humán rendszerek hatékony integrációját jelenti az épített környezetben, annak érdekében, hogy lakói számára fenntartható, virágzó és mindenkit egyaránt befogadó jövőt biztosítson. Fontos megjegyezni, hogy ezen a definíción kívül számos egyéb megközelítés is létezik, ugyanakkor ez az egyik legátfogóbb és legáltalánosabb ahhoz, hogy az ember egy vázlatos és tiszta képet kapjon a témáról. Ezen túlmenően számos, definíciója létezik a fogalomnak, ezek közül néhány példa:
- Az okos város egy olyan város, amely képes előremutató módon építeni alrendszereit (gazdaság, környezet, közlekedés stb...) az önálló, tudatos és független városlakók tevékenységeinek és adottságainak okos kombinációjára.[3]
- Az okos, fenntartható városok az IKT eszközök segítségével egyre intelligensebbé és hatékonyabbá válnak az erőforrás-felhasználás terén, ennek eredményeként költséget és energiát takarítanak meg, javul a szolgáltatások és úgy általában az élet minősége, továbbá csökken az ökológiai lábnyomunk is.[4]

Íme további két példa a hazai definíciókból:
- Magyarországon például az 56/2017. (III. 20.) Kormányrendelet szerint az okos város olyan település vagy település csoport, amely természeti és épített környezetét, digitális infrastruktúráját, valamint a területén elérhető szolgáltatások minőségét és gazdasági hatékonyságát korszerű és innovatív információtechnológiák alkalmazásával, fenntartható módon, lakosainak fokozott bevonásával fejleszti
- Az MTA Regionális Kutatások Központja szerint a Smart City vagy okos város olyan települést takar, mely a rendelkezésre álló technológiai lehetőségeket (elsősorban az infokommunikációs technológiát) olyan innovatív módon használja fel, amely elősegíti egy jobb, diverzifikáltabb és fenntarthatóbb városi környezet kialakítását. Egy várost akkor nevezhetünk „okosnak”, ha az emberi tőkébe, a hagyományos infrastrukturális elemekbe (pl. közlekedés), valamint a modern IKT infrastruktúrába történő befektetései ösztönzik és hajtják a fenntartható gazdasági fejlődést, valamint tovább növelik az életszínvonalat, miközben a természeti erőforrásokkal is ésszerűen gazdálkodik. Az okos város tehát az okos technológiát úgy használja, hogy a város infrastrukturális rendszerei és szolgáltatásai sokkal jobban kapcsolódjanak egymáshoz, intelligensebbek és hatékonyabbak legyenek.[5]

A smart city meghatározásának sokszínűsége és az egységes definíció hiányának oka, hogy nem egy könnyen lehatárolható, konkrét városépítési vagy városfejlesztési módszert értünk alatta. Egyrészről eszközök és rendszerek sokaságát értjük ezalatt, ezáltal inkább egyfajta gyűjtőfogalomként funkcionál, amely a könnyebb megérthetőséget szolgálja. Másrészről pedig nagyon tág a fogalmat használók köre (mérnökök, marketing szakemberek, társadalomtudósok), minden szakterület igyekszik a számára nagyobb jelentőséggel bíró elemeket kidomborítani. Mindezeken túl közrejátszik az is, hogy a smart city programokat két nagy táborba lehet osztani: az alulról felfelé (botttom-up) építkező, illetve a felülről lefelé (top-down) építkező kezdeményezésekre. Amíg az előbbi egy decentralizáltabb, a civil lakosságot minél inkább bevonni kívánó szemlélet, addig az utóbbi egy inkább központosított megközelítést követ, amely elsősorban nem a társadalmi kihívásokra, hanem a gazdasági és környezeti hatékonyságra helyezi a hangsúlyt.

## A fogalom eredete
Történelmi szempontból nézve a smart city fogalma nem több a tervezett városok sajátságos XXI. századi interpretációjánál. Ilyen értelemben véve a koncepció eredete az olyan XIX.-XX. századi várostervezési ideákra vezethető vissza, mint Ebenezer Howard Garden City (magyarul: kertváros) koncepciója, a francia Eugène Hénard elképzelése a jövő városairól, illetve a szintúgy francia Le Corbusier építész munkássága.
Habár a smart city koncepciója az utóbbi években került csak a középpontba az urbanisztikával foglalkozó szakemberek körében, a fogalom keletkezése már jóval korábbra vezethető vissza. Amíg egyesek a ’60-’70-es évekre teszik első megjelenését, addig mások későbbi időszakhoz, nagyjából a ’90-es évek végéhez kötik az elterjedését.
Mindazonáltal a 2000-es évek második felében történő betörését a köztudatba a hatalmas tech-cégeknek (Siemens 2004, Cisco 2005, IBM 2009) köszönhette, mivel azok átvették a városi infrastruktúrában és közszolgáltatások üzemeltetésében alkalmazott összetett informatikai rendszerek általános elnevezéseként használva azt.

## Alrendszerek
Általánosságban a smart city fejlesztéseknek 6 típusát szokás megkülönböztetni. Ezt a tipológiát használja többek között a Lechner tudásközpont, az EU Smart City Ranking és a Smart Cities Council Index is, amely alapján a városok állapotát és a fejlesztések hatásait mérik, értékelik. Az alrendszerek típusai eszerint:

### Smart economy (magyarul: okos gazdaság)
Okos gazdaság alatt a vállalkozásokat és az innovációs ökoszisztémákat támogató szolgáltatásokat, a vállalkozó kedvet és a produktivitást segítő képzéseket és inkubációs környezetet, a cégek helyi és globális piaci integrációját segítő eszközöket, IKT platformokat, nyílt adatokat, városi laborokat és más megoldásokat értjük. Erre kiváló példa, a debreceni Smart City MeetUp, amely egy olyan fórum, ahol a debreceni smart city törekvések társadalmi és szakmai támogatásához juthatnak. Továbbá érdemes megemlíteni az Óbudai Egyetem SmartLAb programját is, amelynek küldetése, hogy az egyetem K+F kompetenciáira alapozva, innovációs tevékenységével támogassa a hazai gazdasági szereplőket. Ennek megfelelően a tudásközpont elsődlegesen a valós piaci igények által indukált alkalmazott kutatás-fejlesztési tevékenységet végez.

### Smart environment – ideértve az energetikai kérdéseket is (magyarul: okos környezet)
Okos környezet alrendszer alatt a fenntartható környezeti erőforrás-gazdálkodást (megújuló energia, víz- és hulladékgazdálkodás), a levegőminőség javítását célzó intézkedéseket, a városok klímaváltozáshoz való adaptációs készségének növelését, az épített környezet energia-hatékony kialakítását értjük. Ide illő példa a T-Systems „Drone as Service” projektje, amelynek célja egy olyan döntéstámogatói rendszer kiépítése, ami drónok segítségével segít felmérni a művelt terület jellemzőit/állapotát, ezzel lehetővé téve a hatékonyabb gazdálkodást. Emellett érdemes megemlíteni például a Debreceni Egyetem projektjét, amelyben kifejlesztettek egy teljesen elektromos meghajtással működő kukásautót, amely sorozatgyártásra is alkalmas.

### Smart government (magyarul: okos kormányzás)
Okos kormányzás alatt a nyílt, átlátható és részvételen alapuló döntési folyamatokat, ezek IKT alapú támogatását, a személyre szabott városi és közszolgáltatásokat, az adatkezeléssel kapcsolatos intézkedéseket és a fejlesztő szemléletű, innovatív kormányzást értjük. Az okos kormányzásra példa Magyarországon a jarokelo.hu, amelyen keresztül a köztéri problémákról szóló bejelentéseket fogadják, továbbítják őket az illetékes hivataloknak, és a kapott válaszokat közzéteszik. Emellett jó példa még Dunakeszi Fortemap 8.1 térinformatikai és ügyfélszolgálati rendszere, amely többek között lehetőséget nyújt a rendszerben található körpanorámás képeken való mérésekre, ennek köszönhetően ügyintézők a napi munkájuk során az irodából releváns információkhoz jutnak azonnal, helyszíni kiszállás nélkül, illetve a személyes ügyfélfogadás alkalmával azonnal legenerálhatók a kérelem nyomtatványok, amelyek később azután elektronikusan elérhetők a rendszerből.

### Smart living conditions (magyarul: okos életkörülmények)
Okos életkörülmények alrendszer alatt az élhető várost, a személyes biztonságot és az egészségügyi kondíciókat javító intézkedéseket, a turisztikát, az aktív kulturális, szabadidős és közösségi élményeket fejlesztő programokat, a lakhatás körülményeit javító folyamatokat, valamint az ezeket támogató IKT megoldásokat értjük. Erre az alrendszerre ad példát, az MTA által fejlesztett Guide at Hand, ami egy olyan alkalmazás család, amelynek célja a turisták, illetve lokálpatrióták számára segítséget nyújtani városok, turista útvonalak és fesztiválok felfedezésében. Emellett megemlíthető még a debreceni QR kódos turisztikai tájékoztató rendszer, amely akár több nyelven is képes naprakész információt adni a helyi nevezetességekről, intézményekről vagy szobrokról.

### Smart mobility (magyarul: okos közlekedés)
Okos közlekedés alrendszer alatt a fenntartható és szolgáltatás központú közlekedésfejlesztést, a nem motorizált és közösségi közlekedési formák támogatását, a multimodális elérés biztosítását (az egyes közlekedési ágak közötti rendszer szintű és konkrét téri kapcsolatok kiépítését) valamint a szolgáltatások minden pontján megvalósított IKT integrációt értjük. Ide tartozik például a Budapesten igénybevehető Greengo car-sharing szolgáltatás, amelynek keretein belül elektromos autókat lehet kölcsönözni, továbbá a Mammut mellett található intelligens lámpaoszlop is, amely nem csak, hogy elektromos autó töltésére is alkalmas, de ingyenes Wifit is szolgáltat egy kb 180 m sugarú körben. Emellett egyre népszerűbben az okos zebrák, vagy intelligens gyalogosvédelmi rendszerek is, amelyek segítik a gyalogosok úton való átkelését, miközben statisztikai adatokat gyűjtenek a forgalom erősségéről.

### Smart people (magyarul: okos emberek)
Okos emberek alrendszer alatt a tudásgazdaság és a versenyképes munkaerő erősítését, az élethosszig tartó tanulást segítő programokat, oktatásfejlesztést, a kreatív és befogadó társadalom elérése érdekében tett intézkedéseket, például a részvételi tervezést, a co-production és co-design folyamatokat értjük. Ehhez az alrendszerhez soroljuk az olyan kezdeményezéseket is, mint például a Smart Studios Programozó és Média Iskola, ahol a gyerekeknek tartanak programozással kapcsolatos kurzusokat. Továbbá példa még a Kórházsuli Kórházpedagógiai Program, ahol a hónapokig kórházban fekvő gyerekeknek készítenek tananyagot gimnazisták.

## Szabályozás és kapcsolódó szervezetek

### Szabályozás
A szabályozási környezet vizsgálatakor feltétlenül figyelembe kell venni a smart cityk sajátosságait. A smart city egy komplex stratégiát jelöl, aminek célja az ebben foglalt célkitűzéseket, eszközöket, fejlesztéseket és infrastruktúrákat összehangolni, mindezt a fenntarthatóság és hatékonyság érdekében. Az ilyen stratégiák és célok országonként, régiónként, városonként, illetve projektenként eltérőek lehetnek. Ebből adódóan a smart cityk szabályozási környezetének vizsgálatakor, valamint a projektek előkészítésekor azokból az elemekből kell kiindulni és az azokhoz az elemekhez kapcsolódó szabályozásokat szükséges keresni, amelyek az adott projekt eszköztárát lefedik. Ebből következik az, hogy egységes, mindenre kiterjedő és kötelező érvényű európai uniós, illetve hazai smart city szabályozás nem létezik.
Habár az Európai Uniónak nincs átfogó smart city szabályozása, ugyanakkor a terület kiemelt figyelmet élvez. A nagy keretprogramok célja az energiahatékonyság, az erőforrás gazdálkodás, a gazdasági versenyképesség, az innováció és a közösségek bevonása, a kormányzás megújítása mentén. A szabályozási és szakpolitikai környezet szempontjából jelentős dokumentumok:
- 2010. március – Europe 2020 Növekedési Stratégia egy intelligens, fenntartható és inkluzív gazdaságért
- 2011. március – Európai Bizottság 2050 Energia Stratégia
- 2011. március – EU Közlekedéspolitikai Fehér Könyv
- 2014. május – Európai Energiabiztonsági Stratégia
- 2014. október – Tanács döntés a 2030-as Klíma és Energia Keretprogramról [23]

### Szervezetek
Az Európai Unió régiói, várostérségei és különböző méretű települései között több együttműködési platform is létezik, ezek közül néhány példa:
- Okos Városok és Közösségek programja (Smart Cities and Communities)
- URBACT keretprogram
- Eurocities (Magyarországról jelenleg csak Budapest tag)
- European Network of Living Labs (Európai Nyitott Élő Laboratóriumok Hálózata, ENOLL)[23]

Nemzetközi példának pedig itt van a Smart Cities Council, amely egy olyan piacvezető cégekből álló hálózat, amelynek célja, hogy a smart city kezdeményezéseket támogassák, méghozzá oly módon, hogy mérési modellekkel, metódusokkal látják el őket, amelyek alapján teljesítményüket tudják mérni. De segítséget tudnak nyújtani finanszírozási sablonok elkészítésében, szabályozási keretrendszer kialakításában, promóciós kampányok megszervezésében és akár a regionális hálózatok kiépítésében is.
Hazai viszonylatban a Lechner Tudásközpontot és a Kortárs Építészeti Központot érdemes megemlíteni. Utóbbi programjai foglalkoznak ugyanis a terület legjobb nemzetközi gyakorlatainak behozatalával, rendezvények szervezésével, konkrét projektek megvalósításával, illetve regionális együttműködések kezdeményezésével és működtetésével. Ezen túl érdemes megemlíteni a hazai vállalkozói szféra inkubációs tevékenységében kiemelten aktív Design Terminál Nemzeti Kreatívipari Központot, illetve az egyetemi szférában a BME-t, MOME-t és a Corvinust.

## A smart city megoldások előretörésének okai
Arra a kérdésre, hogy miért ebben az időszakban vált népszerűvé a smart city megoldások alkalmazása, Anthony M. Townsend 2013-as tanulmányában igyekszik választ találni. Ennek nyomán 3 okot lehet felsorolni:
1. Az ENSZ demográfusai szerint 2007-2008 között haladta meg először a városlakók száma a vidéken élők számát világszinten. Amíg az ’50-es években még 1/3-2/3 volt az arány a vidéken élők javára, addig a jelenlegi előrejelzések szerint ez az arány 2050-re megfordul, és várhatóan az emberek kb 66%-a fog városokban élni.[25] Ha ehhez hozzávesszük azt, hogy az ENSZ jelenleg állása szerint 2050-re 10 milliárd ember fog élni a Földön, akkor ez azt jelenti, hogy a jelenlegi alig 4 milliárd városlakó helyett, nagyjából 6,5 milliárddal kell számolni, amely számos társadalmi, gazdasági és környezeti kihívást rejt magában.[26] Nem elhanyagolható tény az sem, hogy a városlakók aránya a fejlődő világban – Afrikában és Ázsiában – a legalacsonyabb (40 és 48%), ugyanakkor az abszolút számok tekintetében ezeken a helyeken is jelentős számú ember él a városokban. Kutatók rámutattak, hogy csak Kínában már 1 milliárd városlakó fog élni 2030-ban. Az olyan fejlődő országok rohamos gazdasági és életszínvonal növekedésének, technológiai felzárkózásának, valamint a magas népszaporulatának köszönhetően (mint Kína vagy India) ezeken a területeken várható a legnagyobb mértékben történő városodás.[27]
2. 2008-ban áttörés történt a vezeték nélküli hálózatok esetében is, ugyanis ebben az évben történt meg először, hogy több vezeték nélküli eszközt használó fogyasztó volt csatlakozva a világhálóra, mint ahány vezetékes eszközt használó. Ez a mobilinternet elterjedésének, könnyebb hozzáférhetőségének és minőségi javulásának köszönhető (jelenleg pedig az 5G bevezetése az, amihez nagy reményeket fűznek). A változás legerősebb hajtómotorjai a fejlődő országok, ahol elérhetővé váltak az olcsó okostelefonok (érdemes itt az olyan agresszív árversenyt generáló vállalatokra gondolni, mint korábban a Huawei, vagy jelenleg a Xiaomi). Indiában például már most meghaladja a vezeték nélküli hálózatokon keresztül küldött adatmennyiség a vezetékes hálózatok forgalmát. Ma a világon már 1 milliárd felett jár az okostelefonok száma, az összes mobiltelefon számát pedig 6 milliárd körülire becsülik, viszont ezek háromnegyedét a fejlődő világban használják.[28]
3. Végül, de nem utolsósorban pedig, 2008-ban a hálózatra csatlakozott eszközök száma meghaladta az online felhasználók számát. Kutatások szerint nagyjából innen, 2008-tól datálhatjuk az úgy nevezett IoT (Internet of Things, magyarul: dolgok internetje) korát.[29] A hálózatra csatlakoztatott eszközök száma exponenciálisan növekszik, ma már 3,5-szer annyi eszköz van, mint ember, 2020-ra pedig már mintegy 50 milliárd eszköz lesz a világhálóra csatlakoztatva.[28]

Ugyanakkor mások szerint meg kell említeni egy 4. okot is. Ugyanis szerintük nem véletlen, hogy a gazdasági világválság után lettek igazán népszerűek a smart city megoldások, ugyanis a válságot követően nagy hangsúlyt kapott a gazdaságosság kérdése. A smart city megoldásoknak köszönhetően lefaraghatóvá váltak bizonyos közkiadások, hiszen képes költséghatékonyabbá tenni az egészségügyet, közlekedést, közbiztonságot és általánosságban a közszolgáltatások koordinálását. Ez a 3+1 ok pedig kettős versenyt teremtett a tech-cégek között és a települések között egyaránt.
Egyrészt megindult a versengés a korábban kevésbé érdekelt, vagy adott esetben városi megoldásokat egyáltalán nem kínáló elektronikai és informatikai cégek között egy új „piacon”. Ennek egyik ága például a közlekedésoptimalizálásban és az önműködő gépjárművek tervezésében megindult verseny, ahol olyan szereplők jelentek meg, a közelmúltban, mint a Google vagy az Apple. De ma már számos más jelentős elektronikai, illetve telekommunikációs cég (IBM, AT&T, Cisco, Samsung, Siemens, Microsoft, Oracle, GE, LG stb.) foglalkozik olyan megoldásokkal, amelyeket kifejezetten a városi szolgáltatások optimalizálására terveztek. Nem véletlenül, ugyanis 2015-2020 között az óvatos becslések alapján is legalább 400 milliárd, de akár 1500 milliárd dollár értékű piac megszerzéséről van szó, és még további növekedésre lehet számítani.
Másrészről, a nagy tech-cégekkel párhuzamosan a városok között is megindult egyfajta verseny, számos város az okos megoldások elősegítésével igyekszik vonzóbbá és versenyképesebbé válni, ezt igyekszik minél jobban beépíteni már a tervezés során is (például Amszterdam, Szingapúr, Stockholm, Szöul; országos szinten: Smart Cities India program). A „smart” – címke megszerzése, a különböző smart city rangsorokban való megjelenés (vagy előrejutás) vonzóvá teszi az adott várost, mind a lakosság, mind a vállalkozások körében, ez pedig minden város végső vágya.

## Smart city fejlesztések szintjei

### Technológia-vezérelt fejlesztés
Ez a szint a legkevésbé tudatos és emberközpontú az állami szervek és a lakók szempontjából, mivel az ehhez a generációhoz tartozó smart city kezdeményezéseknél a városok teljes mértékben (kritika nélkül) befogadják a nagy transznacionális informatikai cégek által kínált megoldásokat, amelyeknek célja működési hatékonyságuk növelése, valamint vonzóképességük erősítésére. A globális városok ugyanis permanens versenyben állnak egymással a „kreatív osztály” tagjainak megszerzéséért. A technológia-vezérelt fejlesztések szintjén a cégek eladják termékeiket a városoknak, miközben azok még nincsenek teljesen tisztában azok széles spektrumon vizsgált hosszútávú társadalmi és életminőségbeli hatásaival – csak azt tudják, hogy szükségük van ezekre a megoldásokra a versenyképességük fokozása érdekében. Kiváló példa erre Songdo, illetve a portugál PlanIT Valley. Az ilyen jellegű fejlesztéseket gyakran éri kritika, hogy szem elől tévesztik a legfontosabb dinamikákat a város és lakói közötti kapcsolatban.

### Technológia-fókuszú, városvezérelt fejlesztés
Ezen a szinten már megjelenik tudatos szereplőként az állam, a város élén a polgármesterrel és a városi tisztségviselőkkel, akik átveszik a vezető szerepet a jövő alakításában, és abban, hogy milyen szerepet töltsenek be az okos technológiák és innovációk a város működésében. A szemlélet lényege, hogy a városvezetés úgy tekint a technológiai innovációkra, mint az életminőséget javító eszközökre. Ugyanakkor fontos kihangsúlyozni, hogy ez csak akkor valósulhat meg, ha adott egy kompetens városi vezetés. Cohen szerint a legtöbb „vezető” smart city ebbe a kategóriába tartozik (pl.: Barcelona, Rio de Janeiro).

### Lakossági együtt-tervezés
A szakértők azt remélik, hogy ez a fajta szemlélet nagyobb teret fog nyerni a jövőben, mivel ezzel áthidalhatók lennének a smart city megoldásokat érő társadalmi szegregációval és egyenlőtlenséggel kapcsolatos problémák. Ennek a megközelítésnek a lényege, hogy a lakosság aktívan részt vesz a fejlesztési tevékenységben, ennek köszönhetően pedig jobban előtérbe kerülnek a társadalmi kérdések, mint például a megfizethető lakhatás vagy a nemek közötti egyenlőség. A lakossági közösségi tervezés alapját az egyenlőség, a társadalmi befogadás és a participatív döntéshozatal jelentik. A lakosok hozzájárulhatnak ötleteikkel a fejlesztésekhez, vagy akár befektetőkként is megjelenhetnek (pl.: megújuló erőforrások lakossági szintű kiaknázásában). Ezeken a helyeken virágzanak a megosztáson alapuló kezdeményezések, de itt nem a nagy, úgynevezett platform-vállalatokra kell gondolni (pl.: Uber, Airbnb), hanem a kisebb volumenű kezdeményezésekre, mint a szomszédsági hálózatok vagy közösségi kerékpár-rendszerek. Számos fejlett országbeli város mellett (pl.: Amszterdam, Bécs, Vancouver) a szerző a kolumbiai Medellínt is megemlíti a példák között.

## Nemzetközi példák

### Szongdo(Songdo)

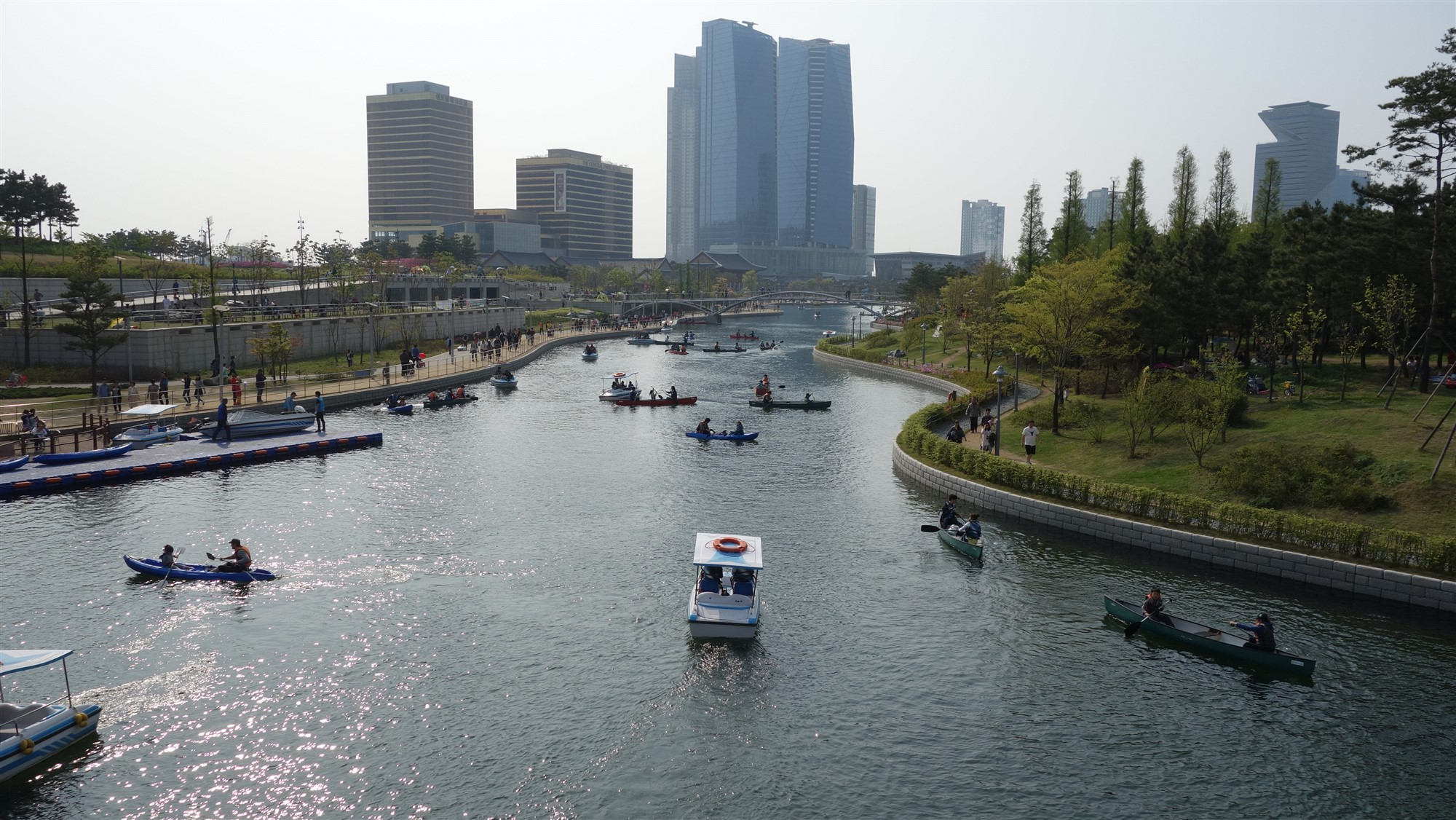
Szongdo (Songdo) központjában, a Central Parkban lévő tó. A Central Parkból 15 perc alatt minden funkció elérhető gyalog.

Szongdo (Songdo) IBD (International Business District, magyarul: Nemzetközi Üzleti Negyed) Dél-Koreában, Incshon (Incheon) városában, a Sárga-tenger partján található üzleti negyed, területe pedig 53 km². A várost úgy tervezték, hogy 250 000 lélekszámú lakosság befogadására legyen képes, jelenleg azonban csak valamivel több, mint 100 000 fő él itt. A település közlekedési szempontból előnyös helyen van, hiszen csupán 15 perces autóútra van az incshoni nemzetközi repülőtértől, ahonnan a világ lakosságának egyharmada maximum 3,5 órás repülőúttal elérhető.

### Amszterdam
A zöldmezős beruházásként felépített smart cityk mellett léteznek olyan kezdeményezések is, ahol évszázadok alatt kifejlődött városokat alakítanak át a smart city koncepció elvei szerint. Erre példa a nagyjából 860 ezer lakost számláló holland főváros, Amszterdam is. Az átalakítás az Amsterdam Smart City (ASC) kezdeményezés keretein belül történt, amely nem más, mint a metropolisz-régió innovációs platformja. A program egy olyan együttműködés, amelyben együtt dolgoznak a városi önkormányzati tisztségviselők, magánvállalatok, valamint az amszterdami Alkalmazott Tudományok Egyeteme is.
Saját megfogalmazásuk szerint a kezdeményezés célja, hogy élhetőbbé tegyék a várost, valamint visszafogják a károsanyag-kibocsátást és az energiafelhasználást ennek érdekében már a kezdetek óta több mint 100 partnerrel működnek együtt. A kezdeményezés honlapján (amsterdamsmartcity.com) megtalálható minden projekt és termék leírása, ezen felül blogbejegyzéseket lehet közzétenni, külön részleg van az intelligens megoldásokkal kapcsolatos igények/kérdések felvetésére, eseményekkel kapcsolatban lehet információkhoz jutni, valamint a tudásmegosztás platformjaként, illetve közösségi felületként is funkcionál az oldal.
Az Amszterdamban megvalósuló smart city megoldásokat 6 kategóriára osztják föl:
Infrastruktúra és technológia
Ide tartoznak például az integrált lakossági bejelentő rendszerek (baleset, tűzeset, bűneset stb.), az elektromos töltőállomások rendszere és az okos közvilágítás kerékpárutakon is (csak mozgásra kapcsol be, szél- és napenergia termeli az áramot).
Energia-, víz- és hulladékkezelés
A program keretein belül alacsony kamatozású kölcsönöket adnak fenntarthatósági projektekre, illetve egy olyan úgynevezett „passzív-negyedet” építenek, ahol az épületek energiafelhasználását 100%-ban megújuló forrásokból biztosítják, így azok széndioxid-kibocsátása nulla. A kezdeményezés részeként megvalósul egy úgynevezett virtuális erőmű projekt is, amelynek célja, hogy a megújuló energiát tárolni lehessen, illetve a felhasználók kis mértékben kereskedni tudjanak egymás között, mindezzel a maximális kapacitás kihasználását elősegítve.
Mobilitás
Ide értjük az intelligens közlekedésirányítási rendszerek (közlekedési dugók elhárítására) létrehozását, a dízelmotoros hajók lecserélését elektromos változatokra, a zéró károsanyag-kibocsátású logisztikai eszközökre való átállást, egy a biciklilopás elleni követőrendszer kialakítását és egy parkolást segítő alkalmazás elkészítését.
Cirkuláris város
A kezdeményezés célja, hogy az építési anyagokat újra felhasználják, természetes alapú műanyagokat alkalmazzanak, illetve kreatív és szociális vállalkozások számára biztosítsanak irodahelyiségeket.
Kormányzás és oktatás
A projekt keretein belül Smart city-hálózatokat generáló közösségi oldalakat hoznak létre az intelligens megoldásokkal való elégedettség mérésére a lakosság körében, illetve az önkormányzat támogatásával egy olyan környezet kialakításán dolgoznak, amelyek vonzzák és támogatják a startupokat.
Lakosság és életmód
Ebbe a kategóriába tartozik az intelligens közvilágítás kiépítése, a lakóközösségi kezdeményezések támogatása, az idősek segítését/aktivizálását célzó programok létrehozása, egy online közösségi várostervezési platform létrehozása és az egészséges életmódot támogató programok megteremtése.
Az amszterdami smart city koncepció lényege az, hogy a társadalom minél teljesebb bevonásával a legkülönfélébb területeken induljanak smart projektek és a participatív megoldásokkal egy olyan közösségi tervezési gyakorlatot alakítsanak ki, amelyből minden szereplő (civil, vállalkozó és önkormányzat) egyaránt kiveheti a részét a tervezési folyamatból, ezzel garantálva azt, hogy a lehető legtöbb szempont érvényesül a megvalósításban. Természetesen az amszterdami kezdeményezéshez szükség volt egy már meglévő „kreatív osztályra”, egy olyan társadalmi rétegre, amely könnyen befogadja és magáévá teszi az intelligens megoldások elterjedésének koncepcióját. Az Amsterdam Smart City program elsősorban rajtuk alapszik, a kicsi, „élő laborokként” funkcionáló innovatív kezdeményezésekre, amelyek egy része lehetséges, hogy csak rövid életű próbálkozás lesz, azonban egy részük valós társadalmi igényeket elégíthet ki, jól átgondolt módon.

### Barcelona
2011-ben Barcelona városának képviselőtestülete, útjára indított egy új IT fókuszú programot, amelynek célja az volt, hogy a digitális megoldások beépítésével tegyék hatékonyabbá városukat, illetve választ adjanak a XXI század városainak kihívására. A programpontok között szerepel többek között az elektromos autókat kiszolgáló infrastruktúra javítása, az okos közvilágítás. Emellett érdemes még két projektet kiemelni. Az egyik a City Operating System (City OS), amelynek célja egy internetes platform létrehozása a smart city megoldások gyűjtésére. A másik a Smart Citizen, amellyel ösztönözni akarják a város lakóit a participatív tervezésre, mindezt egy olyan weboldal segítségével, ahol a lakók közösen tervezhetik meg városukat. Az Eden Strategy Institute jelentése szerint 9. legjobb smart city az 50-ből.

### Szingapúr
Szingapúr esetében elsősorban az okos gazdaság, okos kormányzás és az okos társadalom alrendszerek kiépítéséről beszélhetünk egy a Songdohoz hasonló top-down megközelítésben.
Számos projekt valósult már meg, illetve jelenleg is több smart city megoldás bevezetésén dolgozik a szingapúri állam. A fejlesztéseknek köszönhetően egyszerűsödtek és gyorsabbá váltak az elektronikus fizetések (FAST, SGQR, PayNow rendszerek), felgyorsult és könnyebb lett az otthoni ügyintézés (MyInfo rendszer), a kiépített szenzorrendszerek hatékonyabbá tették a város vízgazdálkodását. Amíg a SmartCity Press TOP 10-es listája alapján a 6. helyen áll a legjobb okos városok között, addig az Eden Strategy Institute listáján az előkelő 2. helyet foglalja el.

### New York
New York a OneNYC program keretein belül használt fel digitális megoldásokat a város életkörülményeinek, illetve hatékonyságának növelése érdekében. A OneNYC alatt olyan projektek valósultak meg, amelyek célja például a levegő minőségének kiterjedtebb ellenőrzése annak javítása érdekében, okos hulladéktárolók (ún. BigBelly szemetesek) kihelyezése, amelyek mérik, hogy mekkora a hulladékszint, illetve tömörítik is a beltartalmat mindezt napenergia felhasználásával, továbbá egy intelligens vízfigyelő rendszer kiépítése, amely segít a számlázás hatékonyságának javításában, emellett a felhasználó számára is egy letisztult képet ad annak fogyasztásáról. A SmartCity Press szerint a legjobb okos város volt 2018-ban, ugyanakkor az Eden Strategy Institute munkatársai szerint csupán a 4. helyre fért be.

### Bécs
2014-ben Bécs városának vezetése elfogadta a „Bécs okos város keretstratégiát”, aminek célja, hogy 2050-re a város lakóinak a lehető legjobb életszínvonalat biztosítsa, az erőforrások megóvása mellett. A technológiai megoldásoknak köszönhetően például csökkent (pl. a szél turbinák és a gyárkémények esetében a) karbantartási célból történő leállások, illetve a kiszállások száma. Bécs esetében érdemes kiemelni Aspern Seestadt városrészt, amely egy ambiciózus kezdeményezés, amelynek célja egy minél élhetőbb és zöldebb városi környezet kialakítása, például azzal, hogy a tervezésnél a hangsúlyt a gyalogos és kerékpáros közlekedésre helyezték. Mind emellett tömegközlekedéssel is könnyedén elérhető a város központja. Az Eden Strategy Institute jelentése alapján a bécsi a 12. legjobb okos város kezdeményezés.

## Hazai programok

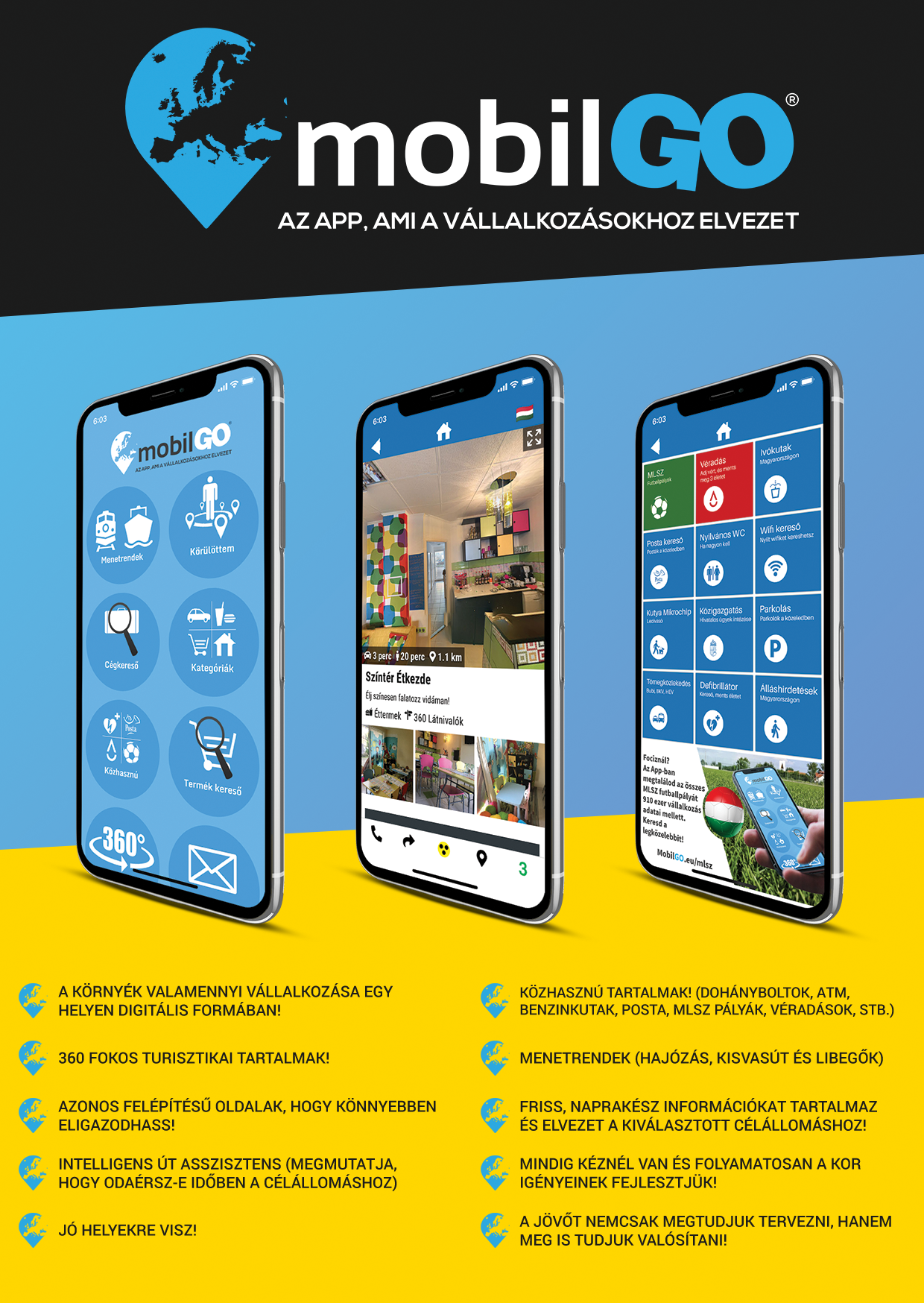
MobilGO Applikáció Digitális Magyarország Programja

Hazánkban is nagy számban valósultak meg, vagy vannak jelenleg is folyamatban smart city kezdeményezések. A Lechner Tudásközpont adatbázisa alapján már 101 projekt van Magyarországon, többek között Budapesten, Debrecenben és Miskolcon. Ezek között található számos, a közvélemény számára is már jól ismert példa. A leginkább ismertek közé tartozik például a MOL Bubi közösségi kerékpármegosztó rendszer, a MOL Limo közösségi autós szolgáltatása és a BKK FUTÁR (Forgalomirányítási és Utastájékoztatási Rendszer), de idetartoznak az ELMŰ által létrehozott elektromos autók töltésére szolgáló intelligens töltőpontok is.
Továbbá érdemes megemlíteni a MobilGO applikáció Digitális Magyarország Programját is, amelynek küldetése, hogy a Magyarországra látogató vendégek számára vonzó, és naprakész információkat tartalmazzon az applikáció, miközben el is vezeti a kiválasztott célállomáshoz a hazánkba látogatókat. Mert a turisztikai szektorban is egyre nagyobb a szükség, az olyan korszerű és innovatív digitális megoldások iránt, melyek növelik a magyar vállalkozások versenyképességét, és megfelelően kiszolgálják a hazánkba látogató turisták igényeit.
A helyi lakosság számára pedig egy mindig kéznél lévő, Hasznos Magyar Digitális Tartalmakat megjelenítő applikáció, ami tartalmazza a környék valamennyi vállalkozását, egy helyen digitális formában.
Ma Magyarországon minden negyedik vállalatnak nincs honlapja, ez egyrészről piaci hatékonysági probléma (partnerek felkutatása), másrészről láthatósági is. Hazánk, ha kimarad a digitalizációból, akkor hosszú időre lemaradhat, és az a vállalkozás, amely nincs jelen online, az versenyhátrányba kerül azokkal szemben, akik már az online térben is elérhetőek több millió ember számára.
A MobilGO applikáció Digitális Magyarország Programja, kifejezetten azért lett létrehozva, hogy a magyar vállalkozások online is elérhetőek legyenek innovatív módon, és így Magyarország a jövő országa legyen.
Ugyanakkor hiába fogadta el Budapest közgyűlése a 2030-as okos város jövőképet, és indult meg Debrecenben is egy ambiciózus smart city fejlesztéseket összefogó program, még távol vagyunk az egyesek számára utópiaként, mások számára disztópiaként értelmezett „okos városoktól”.
Fontos kiemelni azonban, hogy számos hazai egyetem igyekszik kivenni a részét az okos város megoldások kialakításából. Ennek kapcsán érdemes megemlíteni többek között az Óbudai és a Debreceni Egyetemet, ahol több ehhez a témakörhöz kapcsolódó kutatás is folyik, illetve a Szent István Egyetemet, amely kifejezetten mérnökök számára nyújt lehetőséget smart city szakirányú továbbképzésre.

## Kritikák

### Társadalmi egyenlőtlenség
A smart city koncepció társadalmi egyenlőtlenségre gyakorolt hatása nagyban függ a megvalósítás kontextusától. Egy olyan társadalmilag beágyazott közegben, ahol politikai akarat van a helyiek bevonására, legyen szó a problémák definiálásáról, vagy pedig a megoldási javaslatok kidolgozásáról, a technológiai innovációk kivitelezése az egyenlőtlenségek csökkentése irányába hathat (erre lehet példa Amszterdam). Ez amiatt lehetséges, hogy ebben az esetben, az alacsonyabb társadalmi státuszú csoportok igényei/problémái is megjelennek a tervezés során, így nem csak a magasabb társadalmi státuszúak juthatnak hozzá a versenyelőnyt biztosító fejlesztésekhez.
Az olyan okos városok pedig, mint például Songdo fokozhatják az egyenlőtlenségeket (regionális vagy akár globális szinten is), mivel egyfajta technológiai elefántcsonttoronyként funkcionálnak, hiszen szolgáltatásaik csak a magasabb iskolai végzettségűek, és (kimagaslóan) jó anyagi helyzetben lévők számára érhető el. Songdo példáját vizsgálva fontos leszögezni, hogy a város nem egy szerves, bottom-up modell eredményeként született, hanem gazdasági vállalatok által mesterségesen, top-down megközelítésben létrehozott település. Ennek megfelelően társadalma sem organikus módon szerveződött, hanem lakói eleve egy szelekciós eljáráson mentek keresztül, mivel olyan emberekre van szüksége a településnek, akik rendelkeznek azzal a tudással, amivel működtetni is tudják a várost. Emiatt Songdóba olyan emberek költöztek/költöznek, akik a működéshez szükséges funkciókat töltik be (pl: fejlesztők, kutatók, tanulók, üzletemberek), továbbá képesek megfizetni a fővárosinál is magasabb ingatlanárakat. Ennek eredményeként Songdo népessége iskolai végzettség, jövedelem és életkörülmények tekintetében homogénnek tekinthető, vagyis helyi szinten a társadalmi egyenlőtlenség marginálisnak mondható. Ugyanakkor országos szinten nézve azt tapasztalhatjuk, hogy az ilyen jellegű szelekció jelentős társadalmi leszakadást generál, hiszen azok a polgárok, akik eleve alacsonyabban iskolázottak kimaradnak a város jólléti szolgáltatásaiból, a mindenhol jelenlevő számítástechnika előnyeiből. Tehát a Songdóban lévő technológiai vívmányok csak azok számára elérhetők, akik rendelkeznek a kellő pénzzel és végzettséggel ahhoz, hogy ott éljenek, ezzel pedig további előnyökhöz jutnak, fokozva ezzel a társadalmon belüli egyenlőtlenségeket. Songdo és a más koreai településeken élők közti szakadék mélyülését tovább fokozza az a tény is, hogy a város jelentős állami támogatásból épült fel, amit a nem Songdóban élő lakosok befizetéseiből is finanszíroztak, ám előnyeit csak egy erősen megszűrt réteg élvezheti.

### Biztonsági kérdések
A technológia újításainak beszivárgása a mindennapjainkba egyre több biztonsági kérdést vet fel (pl.: kiberbiztonság, személyes adatok védelme és azok helytelen kezelése stb.) és mivel egyre inkább átszövi (többek között) a városmenedzsmentet, a hétköznapi működtetést, illetve a közszolgáltatásokat is, ezért egyre több automatizmus épül a rendszerbe, hogy az minél hatékonyabban működhessen. Ugyanakkor ezzel párhuzamosan ezeknek a rendszereknek a sebezhetősége (ezáltal pedig az emberek kiszolgáltatottsága is) megnő és nincs garancia arra, hogy az irányítás jó kezekbe kerül. Erre a jelenségre hivatkoznak úgy, mint az orwelli modell, amely azt állítja, hogy a technológia vívmányain keresztül megvalósulhat az emberek fölötti totális kontroll és az egyének csupán csak alárendelt szerepet töltenek be.
Elég csupán a GDPR-ra vagy a Facebook adatszivárogtatási botrányaira gondolni, láthatjuk, hogy a rengeteg szenzorral és érzékelővel behálózott smart cityk jelentős biztonságtechnikai kockázatot rejtenek magukban. A Big data korában számos olyan kényes adat érhető el rólunk az interneten, amelyek létezéséről talán nem is tudunk, ezeknek a kezelése pedig kérdéseket vet föl.
Biztonsági kérdés az elektroszmog egészségügyi hatása is. Műszeresen mérhető hatása jelentős mértékű pl. a telefonok, routerek, vezeték nélküli eszközök esetén, ill. fekvő-hálóhelyek zavartalan környezetének biztosítása céljából.